# Turboatom (metropolitana di Charkiv)
La stazione Turboatom (Турбоатом, ) è una stazione della metropolitana di Charkiv, sulla linea Cholodnohirs'ko-Zavods'ka.

## Storia
La stazione venne attivata il 23 agosto 1975 come capolinea della prima tratta della linea Cholodnohirs'ko-Zavods'ka, avente l'altro capolinea nella stazione Ulica Sverdlova; rimase capolinea fino al 23 agosto 1978, quando venne attivato il prolungamento fino alla stazione Proletarskaja.
Fino all'ottobre 2019 era denominata in ucraino «Moskovs'kyj prospekt» e in russo «Moskovskij prospekt».

## Strutture e impianti
Si tratta di una stazione sotterranea, con due binari – uno per ogni senso di marcia – serviti da una banchina ad isola.